# Федериги, Крейг

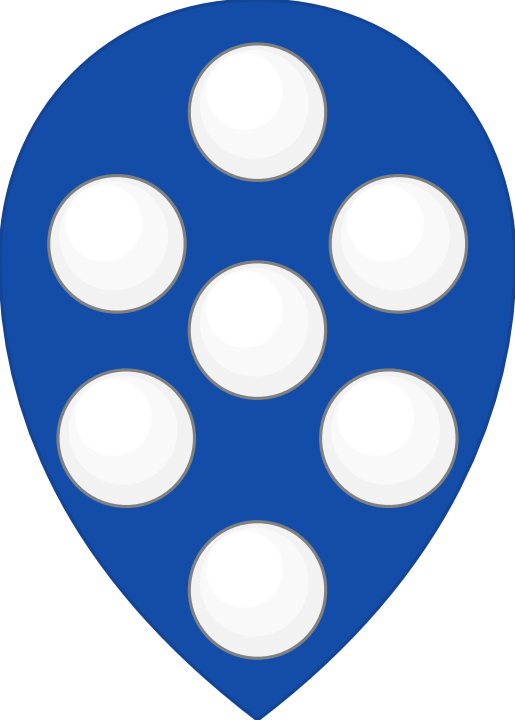
Герб семьи Федериги

Крейг Федериги (англ. Craig Federighi; род. 27 мая 1969, Сан-Леандро, Калифорния) — американский топ-менеджер. Старший вице-президент по разработке программного обеспечения компании Apple Inc.

## Биография
Крейг Федериги получил степень магистра в области компьютерных наук и степень бакалавра в области электротехники и компьютерных наук в Калифорнийском университете в Беркли.
В 1990-х годах Федериги работал в компании NeXT под непосредственным руководством Эви Теваняна, где он руководил разработкой фреймворка Enterprise Objects Framework для ОС NeXTSTEP — программного продукта, который положен в основу современной среды разработки приложений Apple Xcode. После поглощения NeXT компанией Apple в 1996 году, он некоторое время продолжал работать в Apple.
В 1999 году он перешёл в компанию Ariba Inc (которая в 2012 году была поглощена SAP AG), где в течение десяти лет занимал различные должности, в том числе был вице-президентом по интернет-проектам и в итоге стал главным директором по технологиям.

### Возвращение в Apple
В Apple он вернулся в 2009 году по приглашению Стива Джобса, для того, чтобы возглавить группу разработки операционной системы Mac OS X под непосредственным руководством Бертрана Серле́ (англ. Bertrand Serlet).
23 марта 2011 года Федериги взял на себя обязанности покинувшего компанию Бертрана Серле, а 27 августа 2012 года он окончательно был утверждён в должности старшего вице-президента Apple по программному обеспечению Mac.
С 30 октября 2012 года, после объявления об уходе Скотта Форстолла из Apple, его сфера ответственности как руководителя расширилась, и он стал одновременно отвечать за разработку обеих операционных систем Apple — как OS X, так и iOS.
В 2013 году под его руководством прошло крупное обновления мобильной операционной системы Apple iOS 7. И он же провёл презентацию OS X Mavericks и iOS 7 на WWDC 2013 — ежегодной конференции разработчиков Apple, и получил очень положительные оценки и внимание прессы.
В июне 2014 года он провёл большую часть презентации на сцене WWDC 2014, представив новые ОС Apple OS X Yosemite и iOS 8, новый язык программирования Swift, и несколько новых революционных инструментов разработки для программной платформы Apple.